# Beleg van Dordrecht (1304)
Het Beleg van Dordrecht vond plaats in het voorjaar van 1304 tijdens de Vlaamse inval van Zeeland, Holland en Utrecht (1303-1304) en duurde niet langer dan de drie weken van ongeveer half april tot begin mei. Het beleg ontstond omdat de hertog van Brabant, Jan II van Brabant, die Vlaanderen steunde, zijn kans greep om Dordrecht terug te veroveren, nadat het in 1283, na een 60 jarig Brabants beheer, door de vorige hertog aan Holland was teruggegeven.

## Achtergrond
De oud-tante van hertog Jan II van Brabant, Maria van Leuven, was in 1220 getrouwd met graaf Willem I van Holland. Een deel van haar bruidsschat bestond uit de stad Dordrecht en omgeving. Zij overleefde haar man ruimschoots en de stad stond tot haar dood in 1260 dus onder Brabants leiding binnen Holland. Dat belette de bloei van de stad niet, want onder haar regering groeide de stad gestaag. De vader van hertog Jan II, Jan I van Brabant had echter in 1283 dit bezit aan graaf Floris V teruggeven, in ruil voor hulp bij zijn ambities om Limburg aan Brabant toe te voegen. Hertog Jan II greep zijn kans om wat hij als zijn eigendom beschouwde te heroveren, toen eind 1303 de Vlaamse buurman in Zeeland binnenviel.

## Aanloop
Jan II van Brabant viel midden april 1304 met een aanzienlijk leger de Grote Waard aan. Door verraad van binnenuit kreeg hij het stadje Geertruidenberg in handen. Onderweg naar Dordrecht werden de dorpen in de Grote Waard en hun bewoners  bedreigd. Er werd al geplunderd en gebrand, met de nodige slachtoffers als gevolg. Gwijde van Namen, zoon van de graaf van Vlaanderen, was in 1303 Zeeland binnen gevallen om de Avesnes graven van Holland een lesje te leren. Na een succesvolle actie op Duiveland kon hij eisen stellen en noemde zich al graaf van Zeeland. Hij had gehoord over de aanval van Jan II van Brabant op Holland en wilde een overleg in Woudrichem. Er werd gesproken over de verdeling van Zuid Holland met de stad Dordrecht en omgeving tussen beide vorsten. Men kon het niet eens worden en Gwijde van Namen trok zich voorlopig terug en richtte zijn blik op Utrecht.

## Beleg
Even na half april sloeg de Hertog van Brabant het beleg voor de stad. Het stadsbestuur van Dordrecht gaf Nicolaas (Claes) van Putten de leiding bij de verdediging. Jan II zou de burgers de kans hebben gegeven zich over te geven, maar dat deden ze niet. De hertog ging dus over tot de aanval. De omsingeling vond voornamelijk aan de zuid- en oostkant plaats, want de rest van de stad werd omgeven door rivieren. Om die kant af te sluiten had de hertog niet voldoende manschappen. Er volgden beschietingen en Dordrecht zou voor de helft In brand zijn geschoten. Gezien de weinige doden tijdens dit beleg en het bescheiden bedrag aan gevraagde schadevergoeding is dat onwaarschijnlijk. Ook het Huis te Merwede aan de Oostkant van de stad werd belegerd door de Brabanders. Zowel de stad als het kasteel wisten de belegeraars lang genoeg te weerstaan. 
In de nauwelijks drie weken van het beleg deden Claes van Putten en zijn gevolg plus gewapende poorters diverse keren uitvallen. Omdat de rest van Holland ook tegen de Vlaamse inval in verzet kwam en in diverse steden de Vlaamse bezettingen werden verjaagd, werden de belegeraars van Dordrecht ongerust. Het duurde niet lang of de Brabanders sloegen op de vlucht. Claes van Putten achtervolgde hen naar Waalwyck, dat in brand werd gestoken. Op de terugweg van het leger naar Dordrecht viel Geertruidenberg weer in handen van Holland en onderging hetzelfde lot. Het was hertog Jan II niet gelukt Dordrecht en omstreken te heroveren. 

## Nasleep
De stad Dordrecht gaf een paar jaar later aan de grafeklijke rekenkamer op dat ze 54 doden hadden te betreuren en een schade hadden geleden van ± 1750 Hollandse Ponden. Claes van Putten legde de graaf eveneens een flinke rekening voor, dit vanwege verloren gegane bezittingen en dode wapenkechten, onder wie familieleden. De hoogste rekeningen werden echter ingediend door de boeren van het platteland van Zuid-Holland: ruim 150.000 pond. Er moet geen boerderij meer overeind hebben gestaan, veel dieren moeten zijn gedood en potentionele oogsten verbrand. Over doden en gewonde mensen is niets bekend.

## Galerij

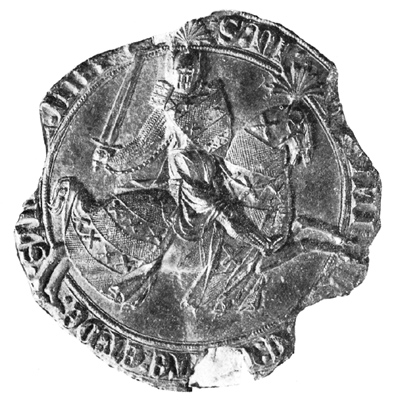
Zegel van Nicolaas III van Putten
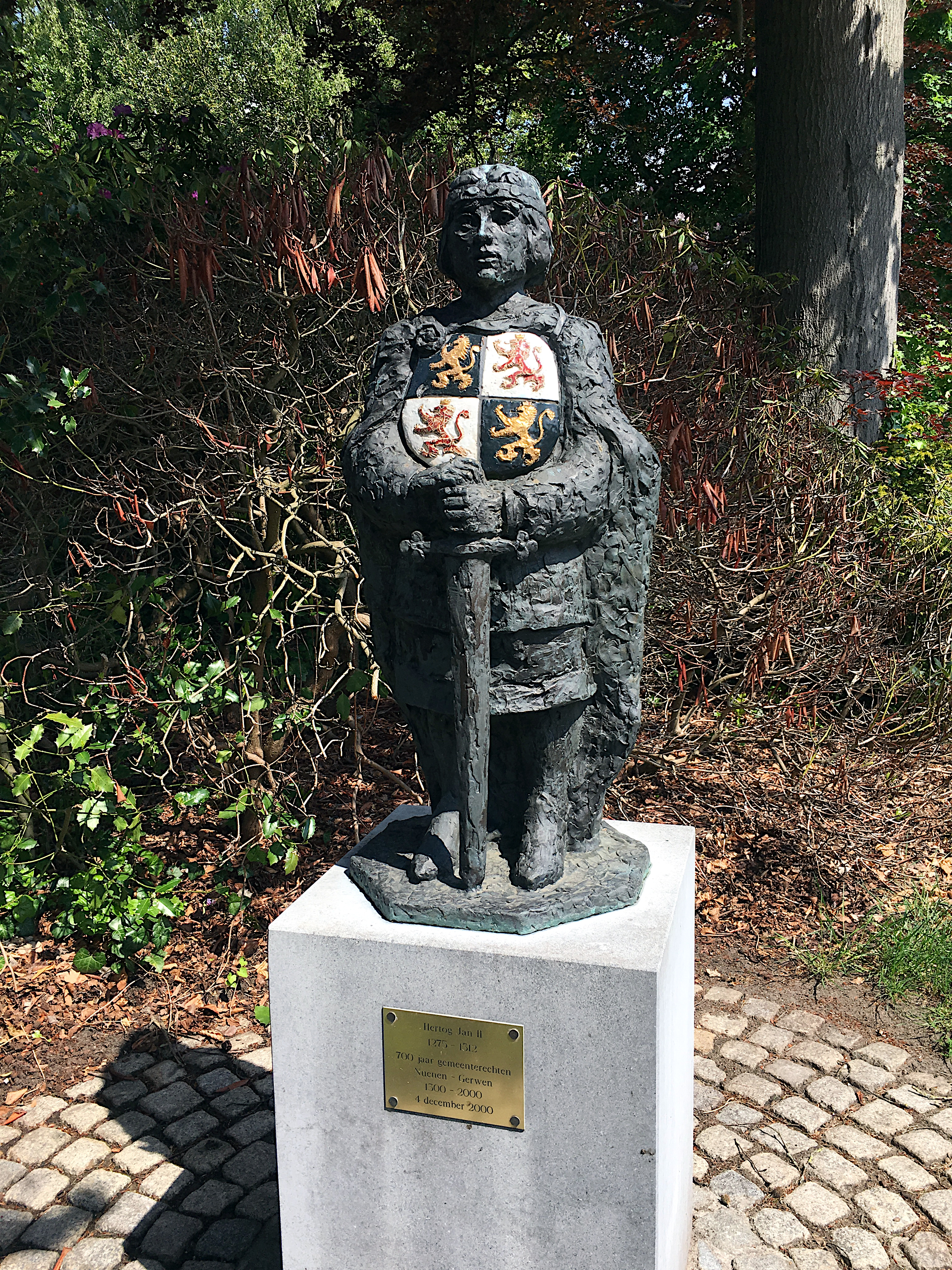
Standbeeld van Jan II van Brabant te Nuenen, Maker Olly van Abbe
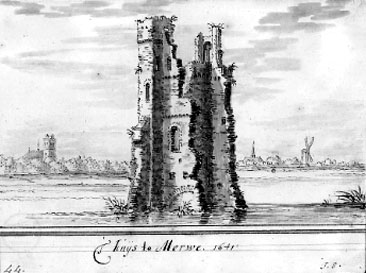
Huis te Merwede

1049: Slag bij Thuredrith ·
1204: Plundering van Dordrecht ·
1299: Beleg door Wolfert I van Borselen ·
1304: Beleg door Jan II van Brabant ·
1407-1411: Oproer van Dordrecht ·
1418: Beleg door Jan IV van Brabant ·
1481: Inname door Jan III van Egmont ·
1572: Inname door Bartholt Entens van Mentheda ·
1672: Oproer van Oranjisten ·
1787: Inname door Pruisische troepen ·
1813: Bombardement door de Fransen ·
1940: Bezetting (WO2) ·
1945: Bevrijding (WO2)